# Comuna de Brusy
Brusy (polaco: Gmina Brusy) é uma gminy (comuna) na Polónia, na voivodia de Pomerânia e no condado de Chojnicki. A sede do condado é a cidade de Brusy.
De acordo com os censos de 2004, a comuna tem 13 021 habitantes, com uma densidade 32,5 hab/km².

## Área
Estende-se por uma área de 400,74 km², incluindo:
- área agricola: 31%
- área florestal: 57%

## Demografia
Dados de 30 de Junho 2004:
|                      | Total   | Total | Mulheres | Mulheres | Homens  | Homens |
| -------------------- | ------- | ----- | -------- | -------- | ------- | ------ |
|                      | pessoas | %     | pessoas  | %        | pessoas | %      |
| População            | 13 021  | 100   | 6479     | 49,8     | 6542    | 50,2   |
| Densidade (pop./km²) | 32,5    | 100   | 16,2     | 16,2     | 16,3    | 16,3   |

De acordo com dados de 2002, o rendimento médio per capita ascendia a 1528,75 zł.

## Comunas vizinhas
- Chojnice, Czersk, Dziemiany, Karsin, Lipnica, Studzienice